# Mussolini ultimo atto
Mussolini ultimo atto is een Italiaanse film van Carlo Lizzani die werd uitgebracht in 1974.

## Verhaal
De film vertelt het verhaal van de laatste dagen van de Italiaanse dictator Benito Mussolini.
In april 1945, aan het einde van de Tweede Wereldoorlog, wordt de in 1943 opgerichte en door Mussolini (ondertussen verworden tot een marionet van Hitler) geleide Republiek van Salò, het laatste fascistische bastion, steeds maar kleiner: Mussolini heeft al grote stukken Italiaans territorium moeten afstaan aan Duitsland en aan Kroatië, bovendien rukken de geallieerden steeds meer op en zowel de partizanen van Tito als de Italiaanse verzetslui bezetten gebied en nemen meer en meer de macht over. 
Vergezeld door zijn minnares Clara Petacci probeert Mussolini vanuit Milaan Italië te ontvluchten en het neutrale Zwitserland te bereiken. Hij is voor zowat iedereen op de vlucht. Hij hoopt zich te kunnen overgeven aan de geallieerden. Gekleed in een Duits uniform sluit hij zich aan bij een SS-kolonne. Aan een controlepost in Dongo aan het Comomeer wordt hij echter herkend en aangehouden door Italiaanse partizanen. Een dag later wordt hij samen met Petacci terechtgesteld.

## Rolverdeling
| Acteur               | Personage                               |
| -------------------- | --------------------------------------- |
| Rod Steiger          | Benito Mussolini                        |
| Lisa Gastoni         | Clara Petacci                           |
| Franco Nero          | Walter Audisio                          |
| Henry Fonda          | kardinaal Alfredo Ildefonso Schuster    |
| Lino Capolicchio     | Pier Luigi Bellini delle Stelle (Pedro) |
| Massimo Sarchielli   | Alessandro Pavolini                     |
| Andrea Aureli        | Francesco Maria Barracu                 |
| Rodolfo Da Pra       | Rodolfo Graziani                        |
| Giacomo Rossi Stuart | kapitein Jack Donati                    |
| Giuseppe Addobbati   | Raffaele Cadorna                        |